# Masuo Ikeda

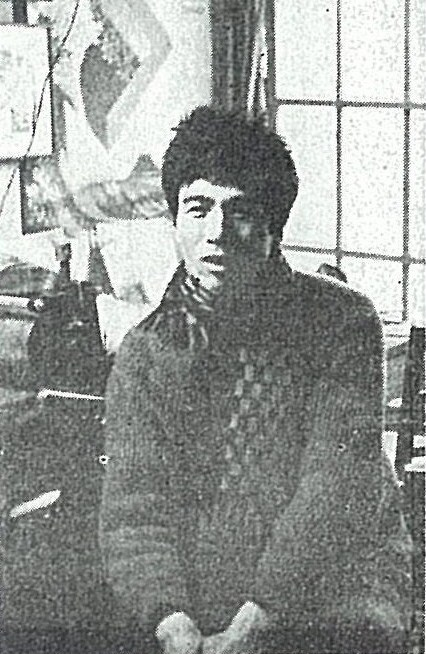
Ikeda, 1962

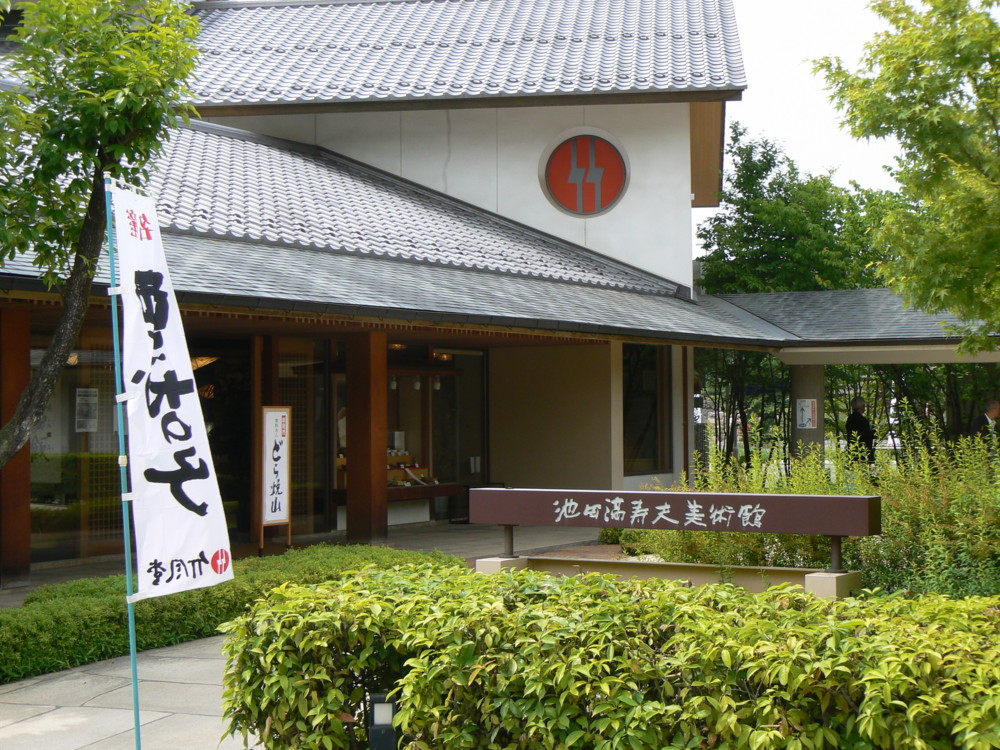
Ikeda-Museum in Nagano

Masuo Ikeda (japanisch 池田 満寿夫, Ikeda Masuo; geb. 23. Februar 1934 in Shenyang (Mandschurei/Republik China); gest. 8. März 1997) war ein japanischer Grafiker, daneben auch Illustrator, Bildhauer, Töpfer, Filmemacher und Schriftsteller.

## Leben und Werk
Geboren im japanischen Marionettenstaat Mandschukuo in Shenyang, das damals noch Mukden bzw. Fèngtiān/Hōten hieß, kam Ikeda mit der Familie nach Ende des Pazifikkriegs nach Japan zurück und zog in die alte Heimat, nach Nagano. 1952 bewarb er sich in Tokio an der Kunsthochschule Tōkyō bijutsu gakkō (東京美術学校), der Vorläufereinrichtung der heutigen Geidai, die ihn aber nicht annahm. Er freundete sich mit dem Künstler Ei-Kyū an und begann selbst, die notwendigen Techniken für seine Kunst zu entwickeln.
Um 1960 konzentrierte er sich auf die Herstellung von Drucken, indem er Kaltnadel-Radierungen auf Metallplatten anfertigte. Die harten Konturen dieser frühen Drucke unterscheiden sich stark von seinen Radierungen und Lithografien ab Ende der sechziger Jahre, die poetische und erotische Sensibilität aufweisen. 1967 hielt er sich auf Anregung von Will Grohmann, der bereits 1960 auf ihn aufmerksam wurde, in Deutschland und anderen europäischen Ländern auf und studierte die dortigen Drucktechniken. Während sein Frühwerk nahezu abstrakt gestaltet ist, nutzte er später – unter anderem – auch das Mittel der Fotomontage.
Ikeda wurde vielfach ausgezeichnet. So erhielt er 1960 den Preis des Kultusministers, 1962 wurde er vom Gouverneur von Tokio ausgezeichnet, 1964 vom Nationalmuseum der modernen Kunst und auf der Tokio International Print Biennale. Zu seinen internationalen Auszeichnungen gehören die 1961 auf der International Young Peoples’ Biennale in Paris, der erste Preis auf der International Print Biennale von Krakau und der erste Preis für Drucke auf der Biennale Venedig, die letztgenannten beide 1966. 1977 wurde er mit dem Akutagawa-Preis für seine Sammlung von kleinen Novellen mit dem Titel „Dem Ägäischen Meer geweiht“ (エーゲ海に捧ぐ, Ēge-kai ni sasagu) ausgezeichnet. Diese Novellen hat er dann in eine Filmversion umgesetzt.
Von 1972 bis 1977 lebe Ikeda in East Hampton in der Nähe von New York, kehrte dann nach Japan zurück. Er starb an Herzversagen im Alter von 63 Jahren. In der Stadt Nagano wurde für ihn 1997 ein Museum eröffnet, das jedoch 2017 seinen Betrieb einstellte.
1974 waren auf der Ausstellung Japan – Tradition und Gegenwart in der Kunsthalle Düsseldorf 15 Bilder von Ikeda zu sehen.